# استدلال دوری
استدلال دایره‌ای یا استدلال دوری (به لاتین: circulus in probando، «دایره در اثبات»؛ همچنین به عنوان منطق دایره‌ای شناخته می‌شود) یک مغالطهٔ منطقی است مشتمل بر به‌کار بردن مقدمه‌ای که صحت آن وابسته به صحت نتیجهٔ استدلال است. در این مغالطه استدلال با چیزی آغاز می‌شود که سعی می‌کنند با آن پایان دهند. اجزای یک استدلال دایره‌ای اغلب از نظر منطقی معتبر هستند زیرا اگر مقدمات درست باشد، نتیجه‌گیری باید درست باشد. استدلال دایره‌ای یک مغالطهٔ منطقی صوری نیست بلکه نقص عملی در استدلالی است که به موجب آن مقدمات به همان اندازه نتیجه‌گیری به اثبات یا شواهد نیاز دارند و در نتیجه استدلال در متقاعد کردن ناکام می‌ماند. روش‌های دیگر برای بیان این مسئله این است که هیچ دلیلی برای پذیرش مقدمات وجود ندارد مگر اینکه از قبل نتیجه مورد قبول باشد، یا اینکه مقدمات هیچ دلیل یا مدرک مستقلی برای نتیجه‌گیری ارائه نمی‌دهد.
مصادره به مطلوب با استدلال دایره‌ای ارتباط تنگاتنگی دارد و می‌توان آن را حالت خاصی از مصادره به مطلوب دانست. در کاربردهای مدرن این دو معمولاً به یک چیز اشاره می‌کنند.
استدلال دایره ای اغلب به این شکل است: «A درست است زیرا B درست است؛ B درست است زیرا A درست است.» دایره‌ای بودن در صورتی که زنجیرهٔ گزاره‌های طولانی‌تری وجود داشته باشد، تشخیصش دشوار است.

مثالی از استدلال دایره ای

## مثال
- «ما صفات خدا را از طریق کتاب مقدس می‌شناسیم و البته می‌دانیم که می‌توان به کتاب مقدس اعتماد کرد چرا که کلام وحی شدهٔ خداوند است.»